# Rotacijska črpalka
Rotacijska črpalka deluje podobno kot batna črpalka, vendar zagotavlja zaradi rotacijskega delovanja precej bolj enakomeren pretok. V primerjavi z batnimi črpalkami so precej manjše in konstrukcijsko sorazmerno enostavne. Uporabljamo jih za srednje velike tlake in pretoke.
Rotacijske črpalke delimo glede na obliko delovnega elementa na:
- Zobniška črpalka
- Vijačna črpalka
- Enovretenska črpalka z ekscentrom
- črpalka z rotirajočimi krili
- črpalka z rotirajočimi bati
- cevna črpalka